# Lijst van tallships

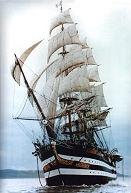
Amerigo Vespucci

Deze lijst van tallships biedt een overzicht van tallships in verschillende klassen.
Een tallship is een zeegaand zeilschip van organisaties zoals de Sail Training International organisatie (STI), vaak vierkant getuigd, dat wordt gebruikt voor het opleiden van jonge mensen. 
De Length Over All (LOA) van een schip is de lengte tussen de voorkant van de boegbalk en het hek. Daarbij horen niet de boegspriet, de preekstoel of andere uitsteeksels aan boeg of hek. De lengte waterlijn (LWL) is de lengte gemeten op de waterlijn.

## Class A
Door de STI wordt de class A gedefinieerd als: alle schepen met een LOA >40 m, vierkant getuigd en betrokken bij zeiltraining voor jonge mensen (fulltime of parttime).
De schepen in Class A zijn vermeld bij Tallship.

## Class B
- Traditioneel-getuigde vaartuigen met een LOA minder dan 40 meter en LWL minstens 9,14 m.

| Naam schip     | Zeilnummer | Nationaliteit       | Bouwjaar | Lengte [m] | Foto's op Commons | Homepage                   |
| -------------- | ---------- | ------------------- | -------- | ---------- | ----------------- | -------------------------- |
| A J Meerwald   |            | Verenigde Staten    | 1928     | 25,9       |                   |                            |
| Adirondack     |            | Verenigde Staten    |          | 24,4       | Adirondack        |                            |
| Adornate       |            | Roemenië            | 1961     | 37,14      |                   |                            |
| Aglaia         | TS G568    | Oostenrijk          | 1998     | 13,37      |                   |                            |
| Alabama        |            | Verenigde Staten    | 1926     | 27,4       |                   |                            |
| Albanus        |            | Finland             | 1988     | 27         |                   |                            |
| Albatross      |            | Duitsland           | 1942     |            |                   |                            |
| Alliance       |            | Verenigde Staten    | 1996     | 24,02      |                   |                            |
| Amazone        |            | Finland             | 1963     | 35         |                   |                            |
| Amistad        |            | Verenigde Staten    | 1998     | 36,6       |                   |                            |
| Amphitrite     |            | Duitsland           | 1887     | 44,30      |                   |                            |
| Anna Rogde     |            | Noorwegen           | 1868     | 35,85      |                   |                            |
| Anthea         |            | Frankrijk           | 1997     | 15,9       |                   |                            |
| Aquarelle      |            | Frankrijk           | 1996     | 15,4       |                   |                            |
| Arug Samudera  |            | Indonesië           | 1991     | 39,4       |                   |                            |
| Asgard II      |            | Ierland             |          |            | AsgardII          |                            |
| ASTRID         |            | Finland             | 1947     | 29,59      |                   |                            |
| Astrid Finne   |            | Zweden              | 1937     | 22,68      |                   |                            |
| Atene          |            | Zweden              | 1909     | 31,4       |                   |                            |
| Atlantica      |            | Zweden              |          | 33,7       |                   |                            |
| Auno           |            | Noorwegen           |          | 20,44      |                   |                            |
| Bel Espoir II  |            | Frankrijk           |          |            | Bel Espoir II     |                            |
| Black Jack     |            | Canada              |          |            |                   | www.tallshipsadventure.org |
| Compass rose   |            | Verenigde Staten    |          |            |                   | www.sailcompassrose.com    |
| Corwith Cramer |            | Verenigde Staten    |          |            |                   |                            |
| Gallant        |            | Nederland           |          |            |                   |                            |
| Jacob Meindert |            | Nederland           | 1952     | 38         | Jacob Meindert    |                            |
| Joanna Saturna |            | Finland             |          |            |                   |                            |
| Moosk          |            | Verenigd Koninkrijk |          |            |                   |                            |
| Rara Avis      |            | Frankrijk           |          |            | Rara Avis         |                            |
| Rupel          |            | België              |          |            |                   | www.rupel.be               |
| Tecla          |            | Nederland           |          |            |                   |                            |
| Tres Hombres   |            | Nederland           |          |            |                   | /svtreshombres.com         |
| Trinovante     |            | Verenigd Koninkrijk |          |            |                   |                            |
| Twister        |            | Nederland           |          |            |                   | /www.twistersailing.com    |

## Class C
- Modern getuigde vaartuigen met een LOA minder dan 40 m, LWL minstens 9,14 m en bovendien geen spinnaker-achtige zeilen gebruiken.

| Naam schip              | Nationaliteit       |
| ----------------------- | ------------------- |
| Black Diamond of Durham | Verenigd Koninkrijk |
| Dar Szczecina           | Polen               |
| Guadeamus               | Polen               |
| Ocean Scout             | Verenigd Koninkrijk |
| Offshore Scout          | Verenigd Koninkrijk |
| Riyal                   | Nederland           |
| Spaniel                 | Letland             |
| Thermopylae Clipper     | Verenigd Koninkrijk |
| Williwaw                | België              |

## Class C I
- Modern-getuigde vaartuigen met een LOA minder dan 40 m, LWL minstens 9,14 m en bovendien geen spinnaker-achtige zeilen gebruiken.

| Naam schip | Nationaliteit |
| ---------- | ------------- |
| Aasgard    | Noorwegen     |

## Class D
- Modern-getuigde vaartuigen met een LOA minder dan 40 m, LWL minstens 9,14 m en daarbij spinnaker-achtige zeilen gebruiken.

| Naam schip | Nationaliteit       |
| ---------- | ------------------- |
| Endorfina  | Polen               |
| Hebe III   | Tsjechië            |
| Lietuva    | Litouwen            |
| Rona II    | Verenigd Koninkrijk |
| Urania     | Nederland           |
| Vityaz     | Rusland             |